# El caballo amarillo
El caballo amarillo (en ruso: Конь бледный, Koñ bledny) es una novela corta (póvest) con tintes autobiográficos escrita por el novelista, revolucionario y terrorista ruso Borís Sávinkov en 1909. Al publicarse, la historia se convirtió en objeto de duras críticas en el entorno del Partido Social-Revolucionario, ya que los terroristas, especialmente el personaje principal, en la historia fueron presentados por el autor y no de la mejor manera.

## Argumento
El caballo amarillo habla de las actividades de un grupo de terroristas que están preparando asesinatos de destacados oficiales zaristas, y además contiene muchos argumentos filosóficos sobre religión, ética, psicología y amor. La historia es narrada en primera persona en la forma del diario del protagonista, un terrorista ruso que uso diferentes alias, entre ellos George O'Brien.

## Personajes
- George - el personaje principal, el narrador. Es líder de un grupo de terroristas revolucionarios. Usa diferentes alias durante la novela, entre ellos el de un ciudadano británico llamado George O'Brien, el de un comerciante maderero de los Urales llamado Frol Semiónovich Titov o un ingeniero llamado Malinovski.
- Erna - terrorista revolucionaria y técnico de explosivos, la amante de George y objeto de amor de Heinrich.
- Heinrich - exmiembro de la organización, un socialista convencido. Llegó al terrorismo revolucionario por convicción sobre la necesidad de este método.
- Vania - es un joven místico, un ex exiliado. En sus propias palabras, él creyó en Cristo cuando cayó en el atolladero y estuvo al borde de la destrucción.
- Fiódor - es un terrorista revolucionario y herrero, un extrabajador del distrito Présnenski de Moscú. Miembro del levantamiento de diciembre de 1905 en esa ciudad. Su esposa fue asesinada por los cosacos durante la represión de los disturbios.